# Communauté de communes Pays d’Orthe et Arrigans
Die Communauté de communes Pays d’Orthe et Arrigans ist ein französischer Gemeindeverband mit der Rechtsform einer Communauté de communes im Département Landes in der Region Nouvelle-Aquitaine. Sie wurde am 2. Dezember 2016 gegründet und umfasst 24 Gemeinden. Der Verwaltungssitz befindet sich im Ort Orthevielle.

## Historische Entwicklung
Der Gemeindeverband entstand mit Wirkung vom 1. Januar 2017 durch die Fusion der Vorgängerorganisationen 
- Communauté de communes du Pays d’Orthe und
- Communauté de communes de Pouillon.

## Mitgliedsgemeinden
| Gemeinde                                        | Einwohner 1. Januar 2022 | Fläche km² | Dichte Einw./km² | Code INSEE | Postleitzahl |
| ----------------------------------------------- | ------------------------ | ---------- | ---------------- | ---------- | ------------ |
| Bélus                                           | 616                      | 11,84      | 52               | 40034      | 40300        |
| Cagnotte                                        | 778                      | 14,68      | 53               | 40059      | 40300        |
| Cauneille                                       | 799                      | 15,42      | 52               | 40077      | 40300        |
| Estibeaux                                       | 697                      | 16,72      | 42               | 40095      | 40290        |
| Gaas                                            | 471                      | 9,13       | 52               | 40101      | 40350        |
| Habas                                           | 1.464                    | 18,75      | 78               | 40118      | 40290        |
| Hastingues                                      | 606                      | 14,54      | 42               | 40120      | 40300        |
| Labatut                                         | 1.396                    | 20,95      | 67               | 40132      | 40300        |
| Mimbaste                                        | 992                      | 20,60      | 48               | 40183      | 40350        |
| Misson                                          | 834                      | 14,69      | 57               | 40186      | 40290        |
| Mouscardès                                      | 268                      | 9,14       | 29               | 40199      | 40290        |
| Oeyregave                                       | 304                      | 8,03       | 38               | 40206      | 40300        |
| Orist                                           | 789                      | 14,76      | 53               | 40211      | 40300        |
| Orthevielle                                     | 1.057                    | 13,94      | 76               | 40212      | 40300        |
| Ossages                                         | 493                      | 14,31      | 34               | 40214      | 40290        |
| Pey                                             | 832                      | 13,85      | 60               | 40222      | 40300        |
| Peyrehorade                                     | 3.693                    | 16,11      | 229              | 40224      | 40300        |
| Port-de-Lanne                                   | 1.228                    | 12,68      | 97               | 40231      | 40300        |
| Pouillon                                        | 3.151                    | 49,74      | 63               | 40233      | 40350        |
| Saint-Cricq-du-Gave                             | 444                      | 8,70       | 51               | 40254      | 40300        |
| Saint-Étienne-d’Orthe                           | 732                      | 11,07      | 66               | 40256      | 40300        |
| Saint-Lon-les-Mines                             | 1.242                    | 21,82      | 57               | 40269      | 40300        |
| Sorde-l’Abbaye                                  | 636                      | 16,34      | 39               | 40306      | 40300        |
| Tilh                                            | 841                      | 22,86      | 37               | 40316      | 40360        |
| Communauté de communes Pays d’Orthe et Arrigans | 24.363                   | 390,67     | 62               | –          | –            |